# Марк Вотерс
Марк Стивен Вотерс (енгл. Mark Stephen Waters; Вајандот, 30. јун 1964) амерички је сценариста, редитељ и филмски продуцент. Познат је по режирању филмова: Шашави петак (2003), Опасне девојке (2004), Све моје бивше (2009), Пингвини мога тате (2011) и Вампирска академија (2014).

## Филмографија

### Филм
| Година | Српски назив         | Изворни назив | Редитељ | Извршни продуцент | Сценариста |
| ------ | -------------------- | ------------- | ------- | ----------------- | ---------- |
| 1997.  | Кућа да              |               | Да      | Не                | Да         |
| 2001.  | Заљубљена до ушију   |               | Да      | Не                | Не         |
| 2003.  | Шашави петак         |               | Да      | Не                | Не         |
| 2004.  | Опасне девојке       |               | Да      | Не                | Не         |
| 2005.  | Непремостиве разлике |               | Не      | Да                | Не         |
| 2005.  | Баш као у рају       |               | Да      | Не                | Не         |
| 2008.  | Хронике Спајдервика  |               | Да      | Не                | Не         |
| 2009.  | Све моје бивше       |               | Да      | Да                | Не         |
| 2011.  | Пингвини мога тате   |               | Да      | Да                | Не         |
| 2014.  | Вампирска академија  |               | Да      | Не                | Не         |
| 2016.  | Неваљали Деда Мраз 2 |               | Да      | Да                | Не         |
| 2020.  | Чаробни камп         |               | Да      | Не                | Не         |
| 2021.  | Он је тај            |               | Да      | Не                | Не         |

Продуцент
- 500 дана лета (2009)

### Телевизија
| Година | Српски назив                      | Изворни назив | Редитељ | Извршни продуцент |
| ------ | --------------------------------- | ------------- | ------- | ----------------- |
| 2002.  | Упозорење: Само у пратњи родитеља |               | Да      | Не                |
| 2012.  | Произведено у Џерсију             |               | Да      | Да                |
| 2013.  | Вештице из Источног Краја         |               | Да      | Да                |
| 2019.  | У потрази за Аљаском              |               | Не      | Да                |